# Распопова, Ольга Владимировна
Ольга Владимировна Распопова (род. 27 декабря 1978, Барабинск, Новосибирская область) — российская легкоатлетка, специалистка по бегу на средние дистанции. Выступала за сборную России по лёгкой атлетике в первой половине 2000-х годов, победительница Кубков Европы на дистанции 800 метров, чемпионка и призёрка первенств национального значения, участница летних Олимпийских игр в Сиднее. Представляла Новосибирскую и Московскую области. Мастер спорта России международного класса.

## Биография
Ольга Распопова родилась 27 декабря 1978 года в городе Барабинске Новосибирской области.
Начала заниматься лёгкой атлетикой во время учёбы в четвёртом классе барабинской школы у тренера Михаила Николаевича Нагайцева. Изначально специализировалась на прыжках в длину и высоту, но вскоре перешла в бег. Позже переехала в Новосибирск, окончила Новосибирский государственный педагогический университет. Затем проходила подготовку в Москве в клубах «Динамо» и ЦСК МЧС, была подопечной тренеров А. Г. Бухашеева, С. Плескач-Стыркиной, Я. И. Ельянова.
Первого серьёзного успеха на всероссийском уровне добилась в сезоне 2000 года, когда на чемпионате России в Туле завоевала серебряную медаль в беге на 800 метров, уступив на финише только Наталье Цыгановой. По итогам чемпионата удостоилась права защищать честь страны на летних Олимпийских играх в Сиднее — на предварительном этапе показала результат 2:01,95 и не смогла пройти в полуфинальную стадию.
После сиднейской Олимпиады Распопова осталась в составе российской национальной сборной на ещё один олимпийский цикл и продолжила принимать участие в крупнейших международных соревнованиях. Так, в дисциплине 800 метров она одержала победу на чемпионате России в Чебоксарах и дошла до полуфинала на чемпионате Европы в Мюнхене.
В 2004 году на соревнованиях «Русская зима» установила рекорд Европы в беге на 1000 метров — 2:34,68. В беге на 800 метров победила на Кубке Европы в помещении в Лейпциге, установив рекорд данных соревнований — 2:00,41, финишировала шестой на чемпионате мира в помещении в Будапеште. Также в этом сезоне была лучшей на летнем Кубке Европы в Быдгоще.